# Sebastian Świderski
Sebastian Świderski est un ancien joueur désormais entraîneur polonais de volley-ball né le 26 juin 1977 à Skwierzyna (voïvodie de Lubusz). Il mesure 1,96 m et jouait réceptionneur-attaquant. Il totalise 322 sélections en équipe de Pologne.

## Biographie
Il est récipiendaire de la Croix d'Or de l'Ordre du Mérite de la République de Pologne en 2006.

## Clubs

### Joueur
| Club                     | De        | À         |
| ------------------------ | --------- | --------- |
| GTPS Gorzów Wielkopolski | 1995-1996 | 1999-2000 |
| ZAKSA Kędzierzyn-Koźle   | 2000-2001 | 2002-2003 |
| Pérouse Volley           | 2003-2004 | 2006-2007 |
| AS Volley Lube           | 2007-2008 | 2009-2010 |
| ZAKSA Kędzierzyn-Koźle   | 2010-2011 | 2011-2012 |

### Entraîneur
| Club                   | De        | À         | Qualité   |
| ---------------------- | --------- | --------- | --------- |
| KPS Kielce             | 2012      | 2012      | principal |
| ZAKSA Kędzierzyn-Koźle | 2012-2013 | 2012-2013 | adjoint   |
| ZAKSA Kędzierzyn-Koźle | 2013-2014 | ...       | principal |

## Palmarès

### Joueur

#### Club et équipe nationale
- Championnat du monde de volley-ball
  - Finaliste : 2006
- Championnat du monde des moins de 21 ans (1)
  - Vainqueur : 1997
- Championnat d'Europe des moins de 21 ans (1)
  - Vainqueur : 1996
- Coupe de la CEV
  - Finaliste : 2011
- Championnat d'Italie
  - Finaliste : 2005
- Championnat de Pologne (3)
  - Vainqueur : 2001, 2002, 2003
  - Finaliste : 2000, 2011
- Coupe d'Italie (2)
  - Vainqueur : 2008, 2009
- Coupe de Pologne (3)
  - Vainqueur : 1997, 2001, 2002
- Supercoupe d'Italie (1)
  - Vainqueur : 2008

#### Distinctions individuelles
- Meilleur joueur du championnat de Pologne en 2000
- Meilleur joueur et meilleur attaquant du Final Four de la Ligue des champions 2003
- Meilleur joueur de la saison régulière du championnat d'Italie en 2005
- Meilleur attaquant de la phase préliminaire du Championnat d'Europe 2005
- Meilleur attaquant de la phase préliminaire de la Ligue mondiale 2006
- Meilleur attaquant des Jeux olympiques de 2008

### Entraîneur
- Championnat de Pologne
  - Finaliste : 2013
- Coupe de Pologne (1)
  - Vainqueur : 2013